# Lindley Murray (tennis)
Pour les articles homonymes, voir Lindley Murray, Robert Murray et Murray.
Lindley Robert Murray, né le 3 novembre 1892 à San Francisco et décédé le 17 janvier 1970 à Lewiston Heights, est un joueur de tennis américain.
Il a remporté deux fois les Internationaux des États-Unis en 1917 et 1918. Il fut numéro 1 américain en 1918.
Il est membre du International Tennis Hall of Fame depuis 1958.